# Epilampra limbalis
Epilampra limbalis är en kackerlacksart som beskrevs av Brancsik 1901. Epilampra limbalis ingår i släktet Epilampra och familjen jättekackerlackor.
Artens utbredningsområde är Paraguay. Inga underarter finns listade i Catalogue of Life.